# Картун Нетуърк
Вижте пояснителната страница за други значения на Картун Нетуърк.
Картун Нетуърк (на английски: Cartoon Network) е телевизионен канал, създаден от Търнър Броудкастинг Систъм, който излъчва предимно анимационни предавания. Програмата стартира на 1 октомври 1992 г. в САЩ.

## „Картун Нетуърк Кино“
„Картун Нетуърк Кино“ е анимационен блок, излъчван като част от програмата на „Картун Нетуърк“. Блокът се излъчва предимно в събота и неделя, но когато има празници (ученически ваканции) се излъчва и през делнични дни. В блока се излъчват и анимационни филми, и анимационни епизоди, които имат повече от една част.
В България „Картун Нетуърк Кино“ се излъчва в събота от 09:00ч. с повторение в неделя от 18:00ч. по Cartoon Network. Често премиерните филми се повтарят до 2 месеца. На 17 ноември 2012 г. се излъчва двойният анимационен епизод „Бен 10/Генератор Рекс: Герои заедно“. През зимния праймтаймов сезон 2012 г./2013 г. по блокът са се излъчили анимационните филми „Том и Джери: Мисия до Марс“, „Полярен експрес“, „Скуби-Ду и Кралят на гоблините“, „Волният Уили“, „Том и Джери: Вълшебният пръстен“, „Том и Джери: Филмът“ и „Скуби-Ду! и Духът на вещицата“.

## Логотипи
- Първото лого, използвано от 3 октомври 1992 г. до 12 юни 2004 г. Логото се използва и в сегашната визия на канала, но с различен шрифт
- Второто лого, използвано от 19 юни 2004 г. до 15 май 2010 г.
- Сегашно лого, използвано от 29 май 2010 г. до днес
- Сегашно лого подобно на оригиналното използвано от 27 септември 2010 г. понастоящем само в европейските страни